# Franz Mair
Franz Mair   (Weikendorf, 15 de març de 1821 - Viena, 30 de novembre de 1893) fou un compositor austríac.
Per espai de molts anys, fou director del Schubertbund, de Viena; va compondre notables melodies vocals i va escriure, a més de les seves memòries, Aus meinem Leben (1897).